# Zâmbet

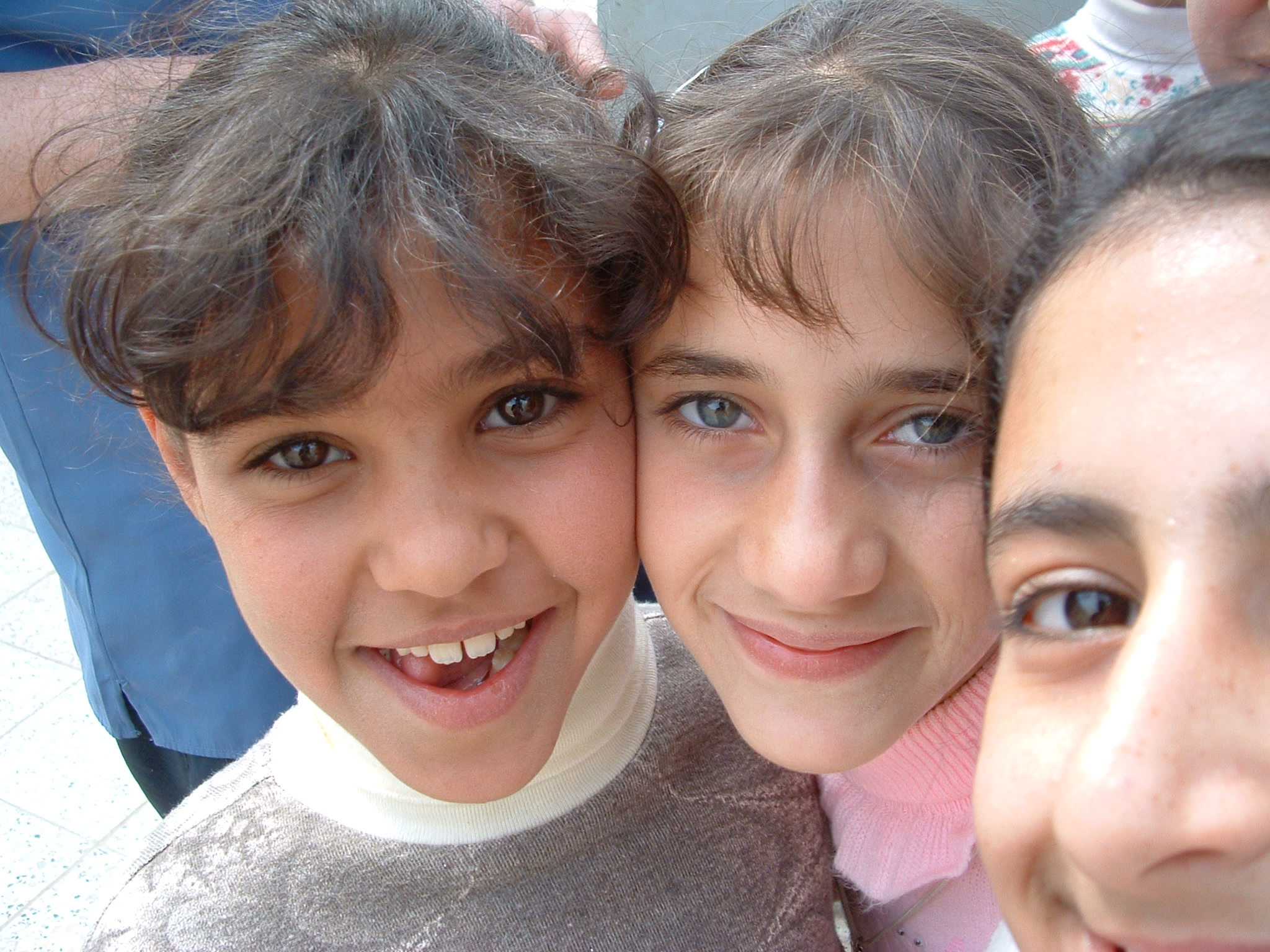
Fetițe irakiene zâmbind

Zâmbetul sau surâsul este din punct de vedere fiziologic o expresie facială formată prin flexionarea a 17 mușchi de la extremitățile gurii dar și din apropierea ochilor.
Această expresie denotă plăcere și bună-dispoziție dar de asemenea poate denota ironie, ură sau chiar frică. Studiile au demonstrat cu surâsul este o reacție normală a diferiților studii și nu depinde de cultura din care provine individul nici nu este învățată ci dimpotrivă ne naștem cu ea: copii orbi zâmbesc de când se nasc. Zâmbetul este o expresie specific omenească.
Zâmbetul nu doar schimbă expresia feței ci și stimulează creierul să producă endorfină care reduce durerea fizică și emoțională și dă o senzație de bună-dispoziție.

## Tipuri de zâmbete
- Zâmbetul lui Duchenne
- Zâmbetul profesional
- Zâmbetul sardonic, provocat de tetanos

## Date de interes
- s-a constatat în urma studiilor științifice că ființele umane zâmbesc încă din perioada intrauterină
- în 0,01 secunde creierul nostru procesează o clipă de fericire care ne-a făcut să zâmbim.

## Biografie
- Freitas-Magalhães, A., & Castro, E. (2009). The Neuropsychophysiological Construction of the Human Smile. In A. Freitas-Magalhães (Ed.), Emotional Expression: The Brain and The Face (pp. 1–18). Porto: University Fernando Pessoa Press. ISBN 978-989-643-034-4.*Freitas-Magalhães, A. (2006). The Psychology of Human Smile. Oporto: University Fernando Pessoa Press.
- Ayuso Arroyo, Pedro Pablo. (1995). La sonrisa en el arte. Madrid: International Marketing and Communications.